# پایگاه هوایی لچفیلد
پایگاه هوایی لچفیلد (به انگلیسی: Lechfeld Airbase) (به زبان بومی: Fliegerhorst Lechfeld) یک فرودگاه نظامی با کد یاتا RBM است که یک باند فرود آسفالت دارد و طول باند آن ۲۴۴۲ متر است. این فرودگاه در کشور آلمان قرار دارد و در ارتفاع ۵۵۵ متری از سطح دریا واقع شده است.